# 運動学的回折理論
運動学的回折理論（うんどうがくてきかいせつりろん、英: kinematical diffraction theory）とは、回折現象を扱うときに一回散乱（回折）のみを考慮（ボルン近似）し、回折による入射光の減少を考慮しない理論のこと。
一方で、多重散乱を考慮した理論のことを動力学的回折理論という。
散乱確率の低いX線回折や中性子回折では運動学的な理論で概ね説明ができる。散乱確率の高い電子線回折では、動力学的な理論による取り扱いが必要となる。

## 電子の運動学的回折理論

### 原子による散乱
1つの原子による電子の弾性散乱では、相互作用ポテンシャルを V(r) とすると、散乱波の波動関数は次のように表される。
{\displaystyle \psi (\mathbf {r} )=e^{ikz}+f(\theta ,\phi ){\frac {e^{i\mathbf {k} \cdot \mathbf {r} }}{|\mathbf {r} |}}}
ここで f(θ, φ) は原子による散乱振幅で、原子散乱因子と呼ばれる。たとえば原子による電子散乱では、原子散乱因子は原子ポテンシャルのフーリエ変換である。
{\displaystyle f(\theta ,\phi )=-{\frac {m}{2\pi \hbar ^{2}}}\int V(\mathbf {r} ')e^{i\mathbf {K} \cdot \mathbf {r} '}d\mathbf {r} '}
ここで K は入射波と散乱波との差を表すベクトルであり、散乱ベクトルと呼ばれる。散乱強度（散乱断面積）は原子散乱因子を用いて次のように表される。
{\displaystyle I(\theta ,\phi )=|f(\theta ,\phi )|^{2}}

### 結晶構造因子
結晶による電子散乱では、V(r) を結晶による相互作用ポテンシャルに置き換えればよい。結晶における V(r) は次のような並進対称性を持つ。
{\displaystyle V(\mathbf {r} )=V(\mathbf {r} +n_{1}\mathbf {a} _{1}+n_{2}\mathbf {a} _{2}+n_{3}\mathbf {a} _{3})}
ここで次式で定義される結晶構造因子を導入する。
{\displaystyle F=-{\frac {m}{2\pi \hbar ^{2}}}\int _{\mathrm {unit\ cell} }V(\mathbf {r} )e^{i\mathbf {K} \cdot \mathbf {r} }d\mathbf {r} }
すると結晶による散乱強度（回折強度）は結晶構造因子の絶対値の2乗に比例することがわかる。
{\displaystyle I_{\mathrm {crystal} }(\theta ,\phi )=|F|^{2}\prod _{i=1}^{3}{\frac {\sin ^{2}(N_{i}\mathbf {K} \cdot \mathbf {a} _{i}/2)}{\sin ^{2}(\mathbf {K} \cdot \mathbf {a} _{i}/2)}}}
つまり結晶全体の構造因子は、単位格子内の基本構造の干渉を表す結晶構造因子と、格子による干渉を表す関数（平行6面体の場合はラウエ関数、回折条件についての情報を含む）との積で表される。

### 回折条件
回折強度の式に含まれる次の関数を考える。
{\displaystyle {\frac {\sin ^{2}(N_{i}\mathbf {K} \cdot \mathbf {a} _{i}/2)}{\sin ^{2}(\mathbf {K} \cdot \mathbf {a} _{i}/2)}}}
これは Ni が十分に大きければ、K⋅ai/2 = π × n（ただし n は整数）でのみ値を持ち、それ以外は0であるデルタ関数となる。よって回折強度が0でない条件（回折条件）は、次のラウエ条件で与えられる。
{\displaystyle \mathbf {K} \cdot \mathbf {a} _{i}=2\pi \times n}
このことは、結晶の逆格子ベクトル Ghkl = ha*
1  + ka*
2  + la*
3  と散乱ベクトル K = ki − k が一致することと同等である。
{\displaystyle \mathbf {G} _{hkl}=\mathbf {K} }
このことを逆格子空間で考えると、エワルド球上に逆格子点が存在していることに対応している。
またこの式の両辺の絶対値をとるとブラッグの法則が得られる。

## X線の運動学的回折理論
電子によるX線散乱では、原子散乱因子は電子密度のフーリエ変換となる。そこからX線での結晶構造因子を導入すると、電子回折と同様の議論ができる。